# فرودگاه ویواک
فرودگاه ویواک  (به انگلیسی: Wewak Airport)  یک فرودگاه   با کد یاتا WWK است که یک باند فرود آسفالت دارد و طول باند آن ۱۵۹۵ متر است. این فرودگاه در  کشور پاپوآ گینه نو قرار دارد و در ارتفاع ۶ متری از سطح دریا واقع شده است.